# كوفي يبواه
كوفي يبواه (بالإنجليزية: Kofi Yeboah)‏ هو لاعب كرة قدم غاني في مركز مهاجم ‏، ولد في 14 مايو 1995 في أكرا في غانا. لعب مع التضامن صور.

## وصلات خارجية
- كوفي يبواه على موقع قاعدة بيانات كرة القدم.إي يو (الإنجليزية)
- كوفي يبواه على موقع Soccerway.com (الإنجليزية)
- كوفي يبواه على موقع GSA (الإنجليزية)